# Туринське
Туринське (пол. Turzańsk) або Тур'янське — лемківське село в Польщі, у гміні Команча Сяноцького повіту Підкарпатського воєводства.
Населення — 318 осіб (2011).
До складу села також належали присілки Вільки Колодяжні, Пасіки і Турно.

## Історія села
Перша згадка про Туринське відноситься до 30 серпня 1514 року. Засноване село на волоському праві в межах королівських володінь на підставі виданого привілею для сяноцького старости Миколая Камінського[джерело?]. У 1526 році зафіксована перша згадка про церкву у селі. Опис 1565 року засвідчує, що в селі були 31 кміт на 21,5 ланів землі, 1 лан княжих земель та 1 лан церковної землі.
У 1657 році село було спустошено в результаті військових походів угорського князя Юрія II Ракоці. До 1772 р. село належало до Сяноцької землі Руського воєводства.
У 1803 році закінчилось будівництво греко-католицької церкви св. Архангела Михаїла. Церква мала свою парафію в селі, тоді як римо-католицька парафія знаходилась у Буківсько.
На кінець XVIII ст. у селі функціонувала школа. Станом на 1898 рік село входило до складу Сяніцького повіту Королівства Галичини і Володимирії, у селі нараховувалося 93 господарства і 676 мешканців, з яких 627 були греко-католиками, 35 євреїв та 14 римо-католиків. У 1905 році Артур Гольдхамер був власником 632 га сільської землі.
У період Першої світової війни село протягом тривалого часу розташовувалося на лінії фронту. Полеглих у боях військових поховали неподалік церкви, де в 1992 році було встановлено хрест на кам'яній основі.
З листопада 1918 по січень 1919 року Турянське входило до складу Команчанської Республіки, яка проголосила входження до складу Західноукраїнської Народної Республіки. Далі село входило до Сяніцького повіту Львівського воєводства.
У 1921 році село нараховувало 111 господарств і 684 мешканці, з яких 645 були греко-католиками, 32 євреї та 7 римо-католиців. У 1936 році — 136 господарств.
У 1939 р. в селі було переважно лемківське населення: з 840 жителів — 800 українців, 15 поляків і 25 євреїв.
До виселення лемків у 1945 році в СРСР та депортації в 1947 році в рамках акції Вісла в селі була греко-католицька парафія Лупківського деканату.
Після депортацій 1944—1946 років та операції «Вісла» у селі практично не залишилось українців, а натомість почали поселятись польські осадники. Після 1956 року до села повернулося кільканадцять лемківських родин.
У 1975—1998 роках село належало до Кросненського воєводства.

## Церква
У селі збереглася стара св. Архангела Михаїла, східнолемківського (ославського) типу. Святиню побудовано у 1801–1803 роках, паперть додано у 1836 році. У 1896–1913 роках храм зазнав подальші ремонти, зокрема його накрили металевим дахом.
Будівля дерев'яна, тридільна (складається з вівтаря, нави і бабинця), зрубної конструкції, опалублена дошками. З обох боків вівтаря побудовано захристії (це нетипово, найчастіше захристія є лише з одного боку). Критий бляхою дах над вівтарем, навою і бабинцем має один гребінь. Одночасно основні частини церкви разом із захристієм увінчані вежами з цибулястими банями. Вежі над головними частинами є майже однакової висоти. Паперть має плоский дах.
Усередині над вівтарем, навою і бабинцем є восьмигранне оглядове склепіння. Іконостас і вівтарі розміщені на невеличкому підвищенні з оздобленою сходинкою. Іконостас першої половини XIX ст., трирядний, архітектонічний. Ікони малював у 1895 році Йосиф Буковчик. У ряді намісних ікон іконостаса залишилися тільки дві з них: Матір Божа з Дитятком і Христос-Учитель. Решта намісних ікон уміщено, як і в Репеді, в барокових бічних вівтарях: у лівому — св. Миколая, у правому — патрона церкви св. Архангела Михаїла. У бабинці знаходиться малюнок, що представляє Христа у лемківській хаті.
Перед церквою стоїть дзвіниця, яка збудована у 1817 або 1827 році.
До виселення лемків у 1945 році в СРСР та депортації в 1947 році в рамках акції Вісла була греко-католицькою парафіяльною церквою Лупківського деканату Перемиської єпархії, до якої належало також село Репедь. 1947 року під час операції «Вісла» лемків переселили на західні території Польщі, а храм передали римо-католицькій парафії. 1961 року церкву закрили. 1963 року споруду передали православній громаді.
Сьогодні церква належить до Перемишльсько-Новосончівської єпархії Польської православної церкви. Внесена до списку об'єктів на маршруті Шлях дерев'яної архітектури (Підкарпатське воєводство). 2013 року храм оголосили об'єктом Світової спадщини ЮНЕСКО разом з іншими дерев'яними церквами в Польщі та Україні.

## Демографія
Демографічна структура станом на 31 березня 2011 року:
|          | Загалом | Допрацездатний вік | Працездатний вік | Постпрацездатний вік |
| -------- | ------- | ------------------ | ---------------- | -------------------- |
| Чоловіки | 158     | 29                 | 107              | 22                   |
| Жінки    | 160     | 30                 | 84               | 46                   |
| Разом    | 318     | 59                 | 191              | 68                   |